# Plouzélambre
Plouzélambre is een gemeente in het Franse departement Côtes-d'Armor (regio Bretagne) en telt 217 inwoners (1999). De plaats maakt deel uit van het arrondissement Lannion.

## Geografie
De oppervlakte van Plouzélambre bedraagt 7,7 km², de bevolkingsdichtheid is 28,2 inwoners per km².
De onderstaande kaart toont de ligging van Plouzélambre met de belangrijkste infrastructuur en aangrenzende gemeenten.

## Demografie
Onderstaande figuur toont het verloop van het inwonertal (bron: INSEE-tellingen).

1. ↑  Populations de référence 2022.